# Leptodothiorella
Leptodothiorella is een geslacht van schimmels behorend tot de familie Botryosphaeriaceae. De typesoort is Leptodothiorella berengeriana.

## Soorten
Volgens Index Fungorum telt het geslacht 15 soorten (peildatum januari 2022):
| Soortnaam                       | Auteur(s)                        | Publicatiejaar |
| ------------------------------- | -------------------------------- | -------------- |
| Leptodothiorella advena         | Syd.                             | 1939           |
| Leptodothiorella berengeriana   | (Sacc.) Höhn.                    | 1918           |
| Leptodothiorella capparis       | R.C. Srivast.                    | 1979           |
| Leptodothiorella cisti          | Petr.                            | 1929           |
| Leptodothiorella concinna       | Syd.                             | 1926           |
| Leptodothiorella creberrima     | R.C. Srivast. & G.C. Srivast.    | 1976           |
| Leptodothiorella crotonicola    | Kamal, P. Kumar & D.N. Shukla    | 1981           |
| Leptodothiorella cyathea        | Syd.                             | 1926           |
| Leptodothiorella ficicola       | Kamal, P. Kumar & D.N. Shukla    | 1981           |
| Leptodothiorella glycosmidis    | (Syd., P. Syd. & E.J. Butler) Aa | 2002           |
| Leptodothiorella indica         | R.P. Singh & Abbasi              | 1979           |
| Leptodothiorella marconii       | McPartl.                         | 1995           |
| Leptodothiorella notabilis      | Petr. & Cif.                     | 1932           |
| Leptodothiorella pachmarhiensis | N.D. Sharma                      | 1982           |
| Leptodothiorella serjaniae      | (Gutner) Aa & Vanev              | 2002           |